# 法外之徒
在欧洲法制史上，法外之徒（Outlaw，或称为亡命之徒、不法之徒）是指被宣称不在法律保护范围内，以及被剥夺公民权的罪犯或逃犯。在前現代社會中，政府采取这种行动起诉活跃的犯罪者。换言之，被宣称为不被法律保护者将得不到任何的法律保障，其他人可以迫害或杀害他们，而不必被追究法律责任。故此，“放逐”是旧时法制体系中最苛刻的惩罚之一。

## 脚注
1. ↑  National Archives staff. . British National Archives. 2012-01-26  [2012]. （原始内容存档于2016-01-25）. |year=与|date=不匹配 (帮助)